# Parc national d'Alanie
Le parc national d'Alanie (russe : Национальный парк «Ала́ния»), est un parc national russe d'une superficie de 549 km² fondé en 1998. Il s'agit une section montagneuse et glaciaire des pentes nord des montagnes du Caucase centrales. Il couvre le tiers sud du district Irafsky, en république d'Ossétie du Nord-Alanie. Le parc a été créé avec un double objectif : être un refuge écologique - il a de très hauts niveaux de biodiversité et des espèces vulnérables, telles que la rarissime Chèvre du Caucase – et également une zone de patrimoine culturel, à fort potentiel pour le tourisme de loisir. Le parc contient des ruines archéologiques de plusieurs civilisations notables du passé, notamment la culture Koban de l'âge du Bronze (- 1200/ vers 300), et celle des Alains (100– 1234). C'est à partir des Alains que le nom de "Alanie", et, indirectement, le terme "Aryen", est finalement dérivé.

## La topographie

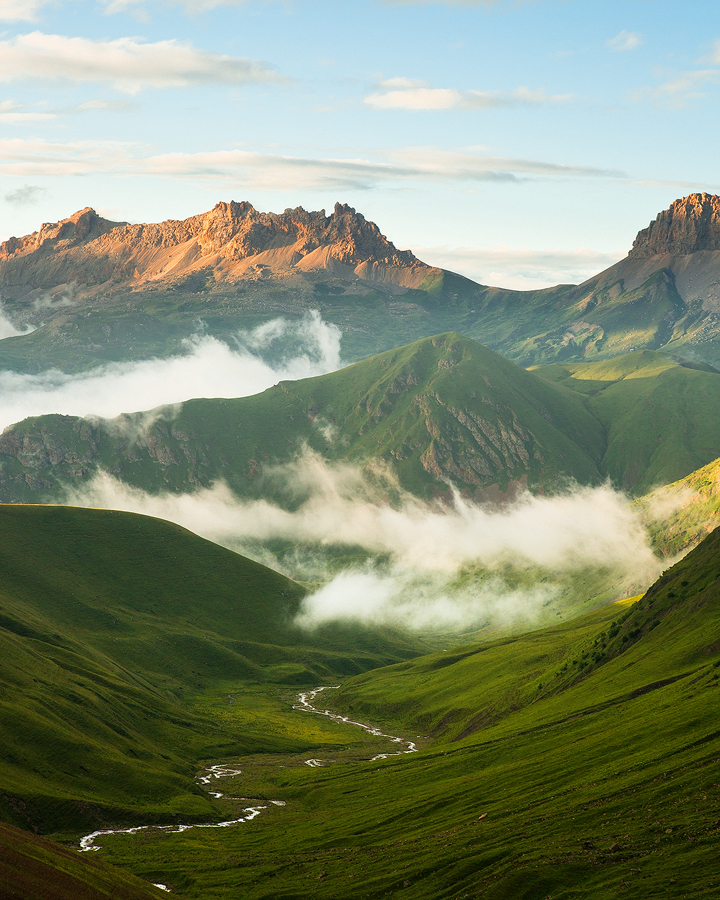
Zones d'Altitude (Amas de rochers et d'éboulis sur les sommets, forêts sur les pentes intermédiaires, et prairies dans les vallées. Parc national d'Alanie.

Le parc se situe à un point central du Caucase, lui-même situé sur la ligne de partage entre l'Asie et l'Europe. Le parc d'Alanie se trouve environ aux deux-tiers de la distance séparant la mer Noire à l'ouest de la mer Caspienne à l'est. La frontière sud du parc, au sommet de la crête de la montagne, court le long de la frontière avec la république de Géorgie. À l'ouest, se trouve la réserve naturelle Kabardino-Balkarie (une autre zone protégée des montagnes), et à l'est, la réserve d'Ossétie du Nord.
Les écarts d'altitude dans le parc peuvent aller jusqu'à 4 000 mètres à la verticale dans de très courtes distances, les pentes et les vallées présentant de fortes dénivelées. 
Les altitudes varient du sommet du Mont Uilpata à 4646 m, jusqu'à environ 800 mètres dans la vallée de la rivière Urukh. La plupart des sols sont des glaciers, des rochers et des éboulis à plus haute altitude. À une altitude moyenne, environ 20 % du parc est couvert de forêts. Au niveau le plus bas, et dans les vallées du nord, ce sont des prairies et de la forêt clairsemée.
Le parc compte plus de 70 rivières et ruisseaux, surtout alimentés par les glaciers. Les quelques lacs sont de petite taille et également alimentés par les glaciers et les eaux de ruissellement de la neige. Les 45 lacs couvrent une superficie de 11 hectares au total, alors que les 5 marais alpins couvrent une superficie totale de 103 hectares. Il y a des sources d'eau minérale dans la partie supérieure des vallées, des cascades, et dans les clairières des forêts. Les glaciers incluent la Masota, Tana, Karuaugom, Songuti, Bart, Fastagstete, et Tasmazov.
La principale rivière traversant le parc est le fleuve Urukh, alimenté par le glacier Karaugom et de nombreux glaciers affluents. Le glacier Karaugom mesure 13 km de long, et 26 km² de surface totale. Le glacier s'étend d'une altitude de 3 440 mètres à son sommet jusqu'à 1 830 mètres à sa base. Une étude récente a associé le glacier et une hausse des températures dans le Caucase Central de 0,05 °C par an, et une moyenne de recul des glaciers de 8 mètres par an. En outre, le Karaugom descend plus bas que n'importe quel autre glacier du Caucase.

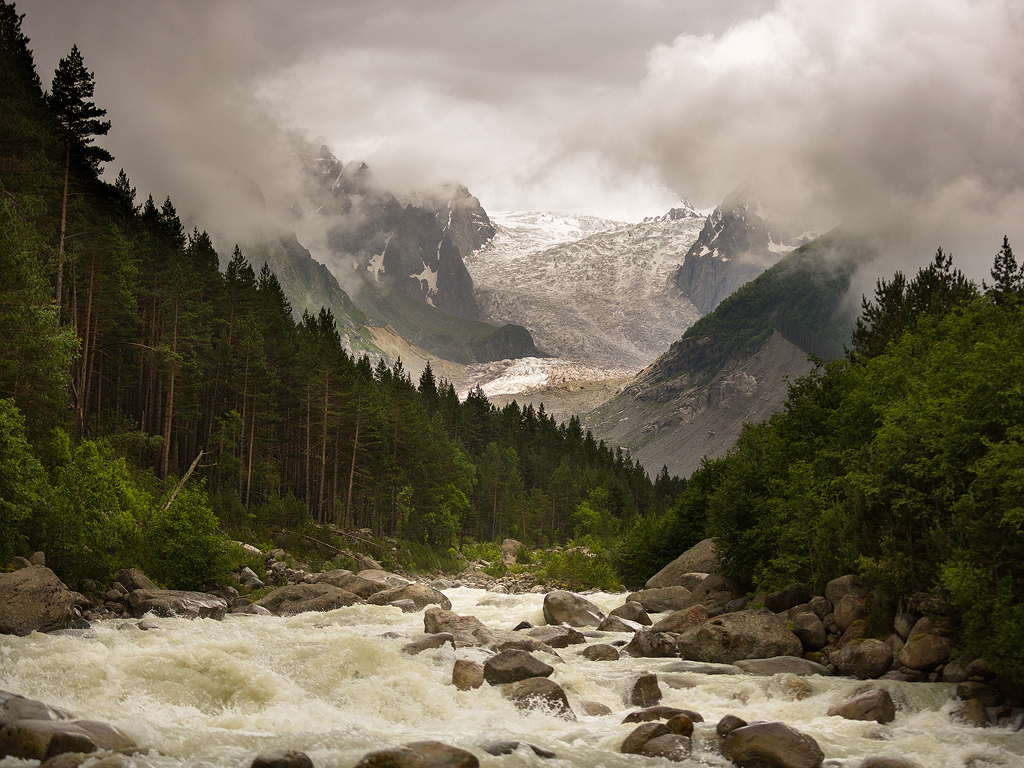
Glacier Karaugom, vue lointaine en haut, jusqu'à la rivière Urukh.

## Climat et écorégion
Le climat de la région est de type continental humide. La région se caractérise par de longs hivers enneigés et des étés courts et frais.
Les zones climatiques vont des glaciers alpins et des pics dans les sommets, et en bas, de la steppe, des prairies dans le nord. L'Alanie est située dans l'écorégion du Caucase, décrite par la Fédération Mondiale de la Faune comme "l'une des régions terrestres des plus riches sur le plan biologique et la diversité culturelle". La région est en effet à la croisée des chemins. Les espèces d'Europe, d'Asie, du Moyen-Orient et d'Afrique du Nord se rencontrent dans le Caucase.

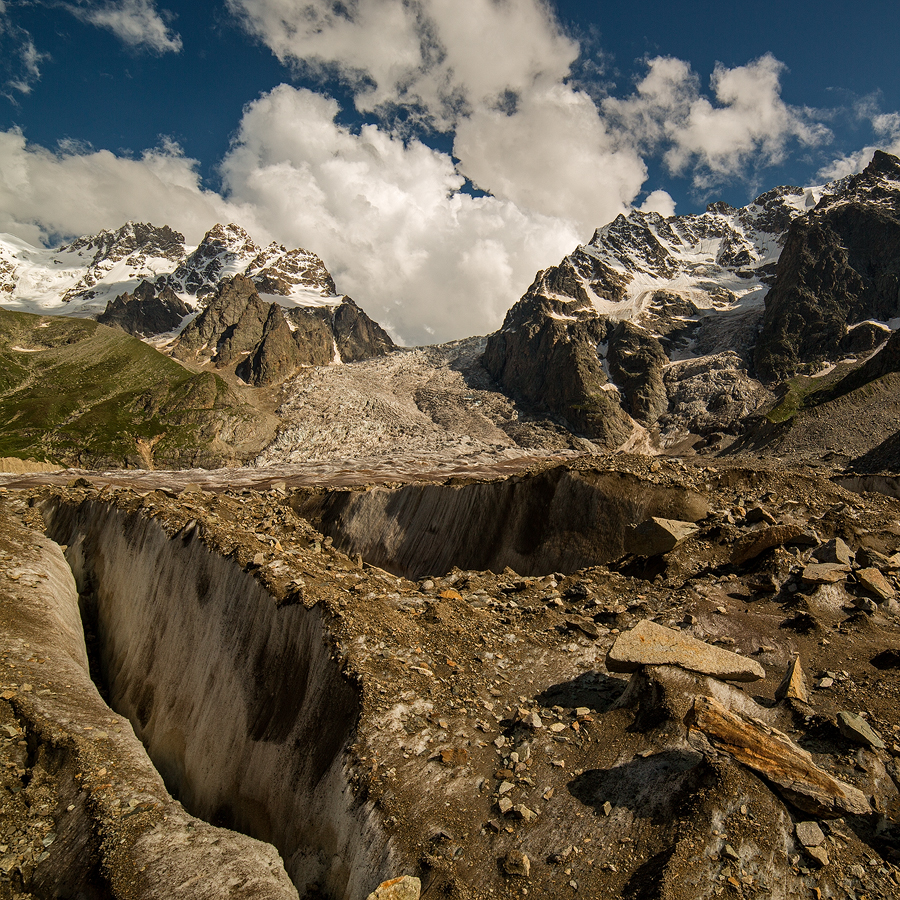
Glacier Karaugom, à la base du champ de glace
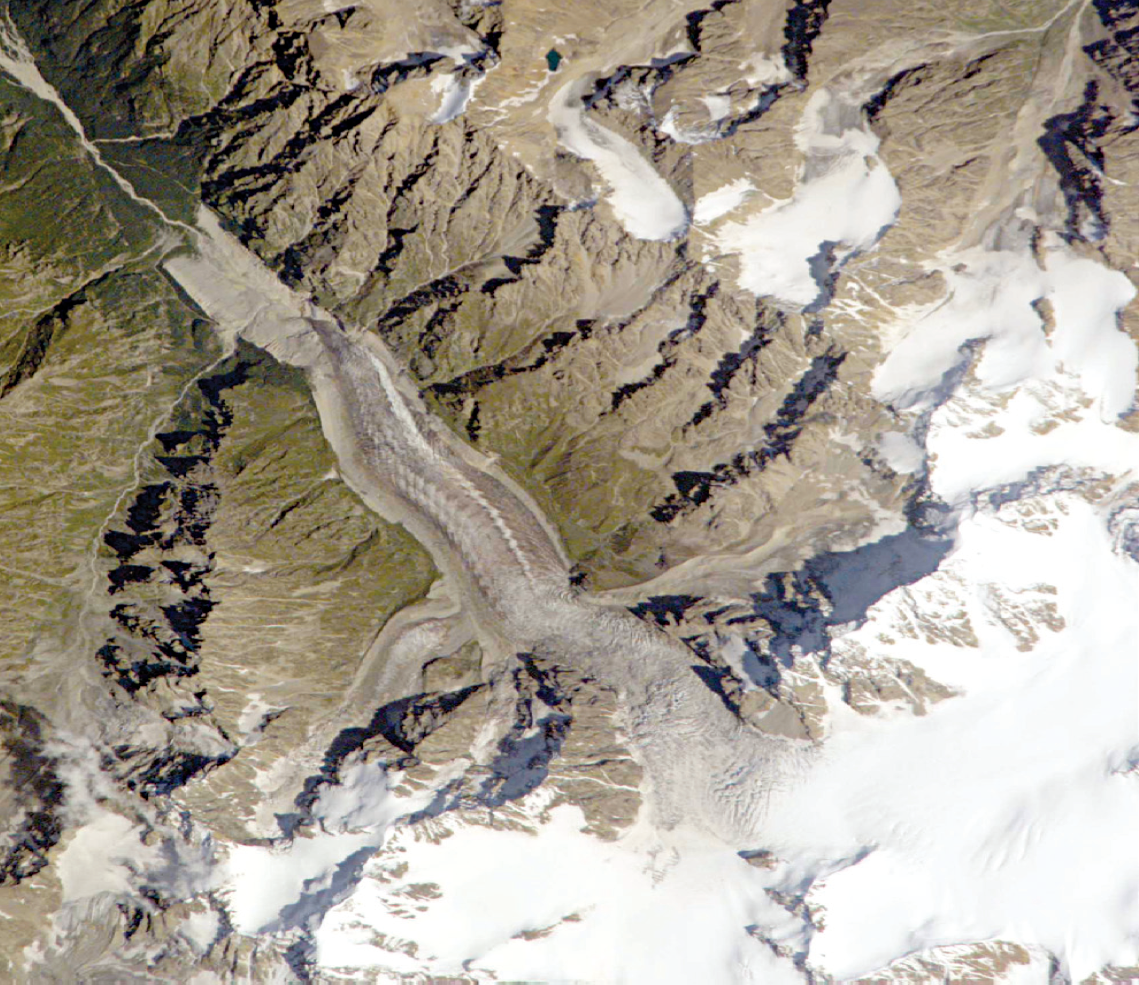
Glacier Karaugom vu de l'ISS en 2002

## Plantes
Les zones de haute altitude, au-dessus de 1 800 mètres sont alpines et subalpines. À mi-hauteur, environ 20 % du parc est couvert de forêts, de pins, de rhododendrons, de bouleau jaune, de genévriers, et la rose sauvage est commune. Au niveau le plus bas, et dans les vallées du nord, on trouve des prairies et des végétaux des rivières de plaine. Plus de 1 000 espèces de plantes ont été identifiées dans le parc, dont 200 sont endémiques à la région du Caucase.
Au-dessus du niveau de la vallée de la rivière Haresskogouschelya, à 2 400 mètres, se trouve le marais Chifandzar. Cette tourbière couvre environ 3 hectares, dominée par des mousses de sphaigne, de carex et des fleurs du nord, comme le renoncule doré. Avec une profondeur de 3 mètres, on pense que le Chifandzar est âgé de 5 000 ans.

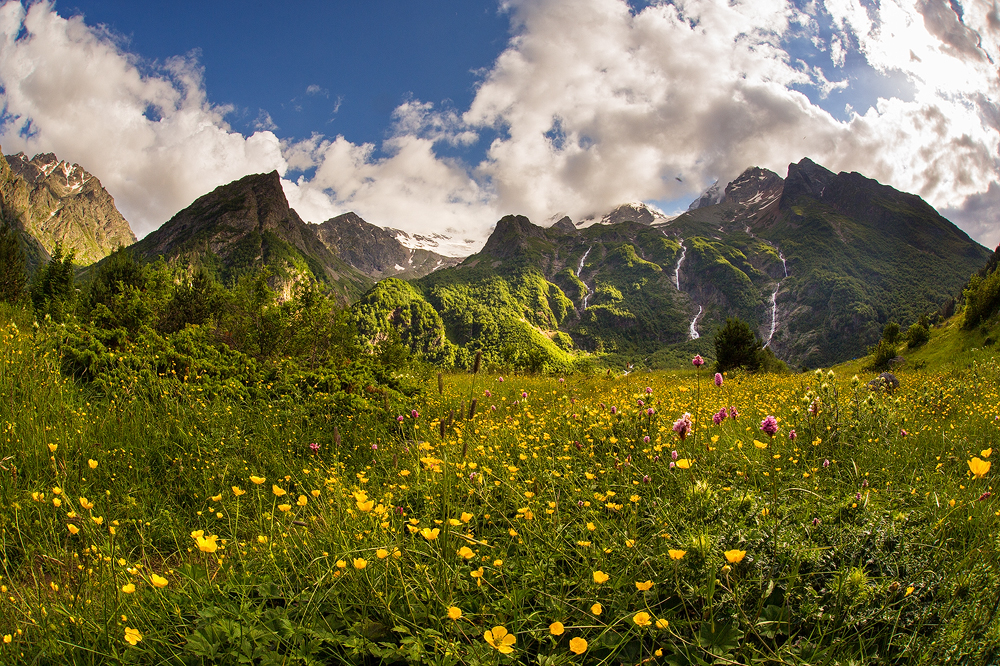
Les prairies alpines d'Alanie
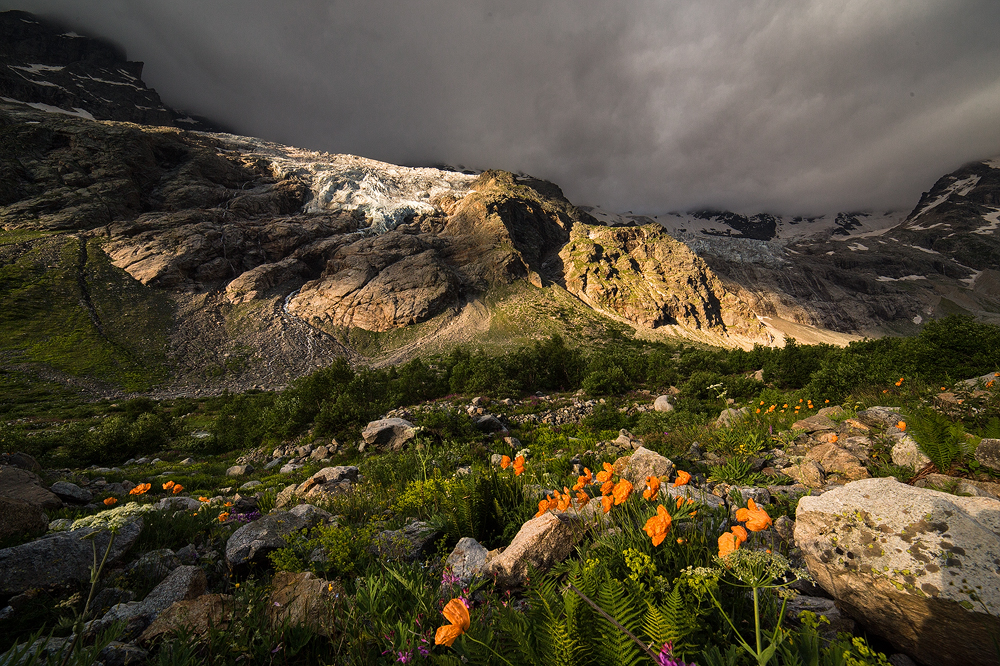
Matin dans la Gorge Tanadon
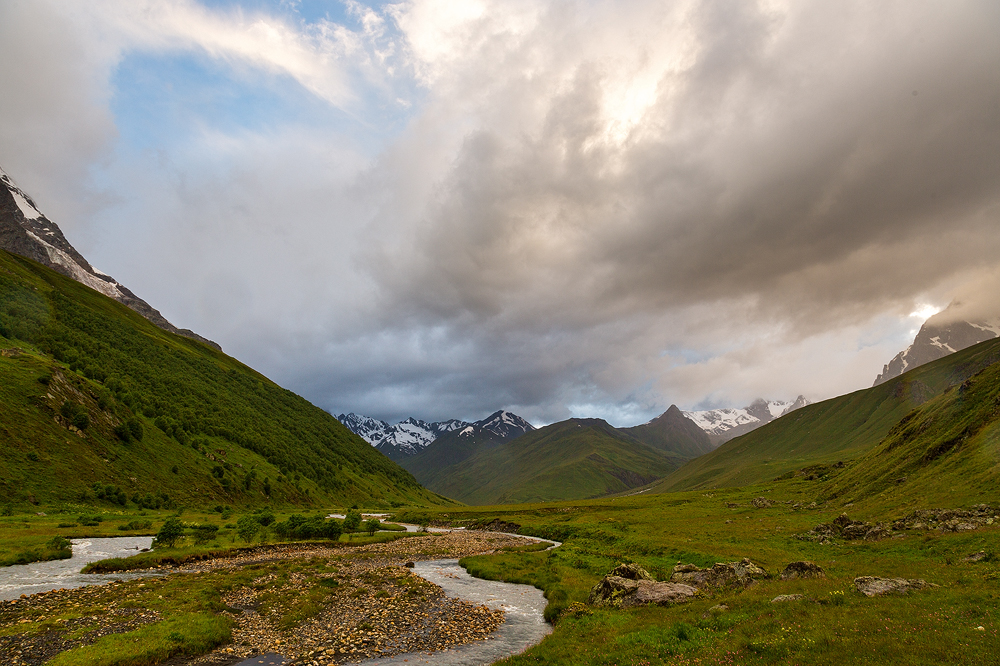
Marais Chifandzar (tourbières)

## Animaux
Les mammifères du parc sont typiques des zones boisées du versant nord du Caucase, avec 34 espèces comprennent les loups, les chacals et les chamois, les lynx, et les renards, ainsi que la très menacée Chèvre du Caucase.

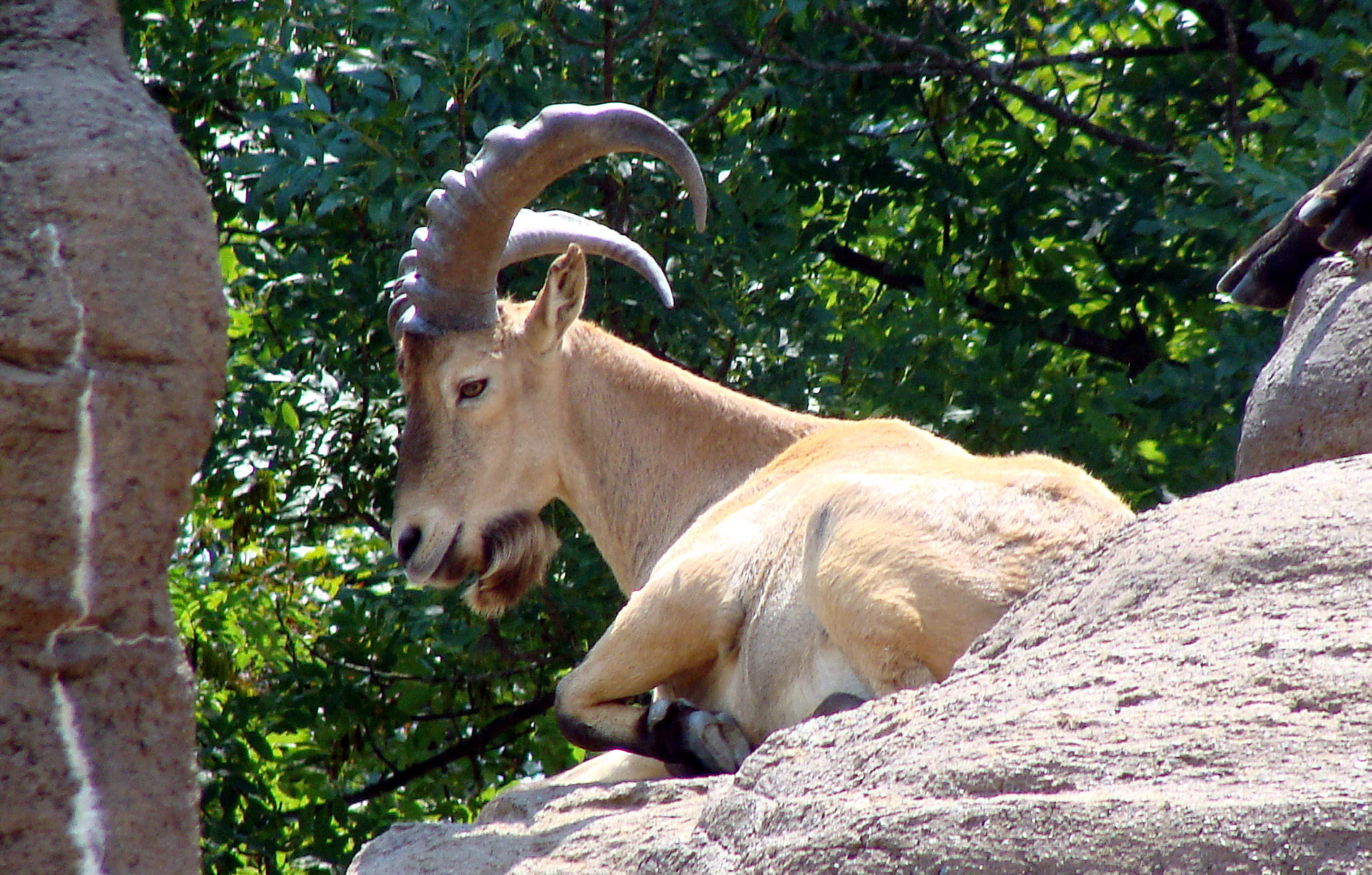
Chèvre du Caucase (quasi menacée)
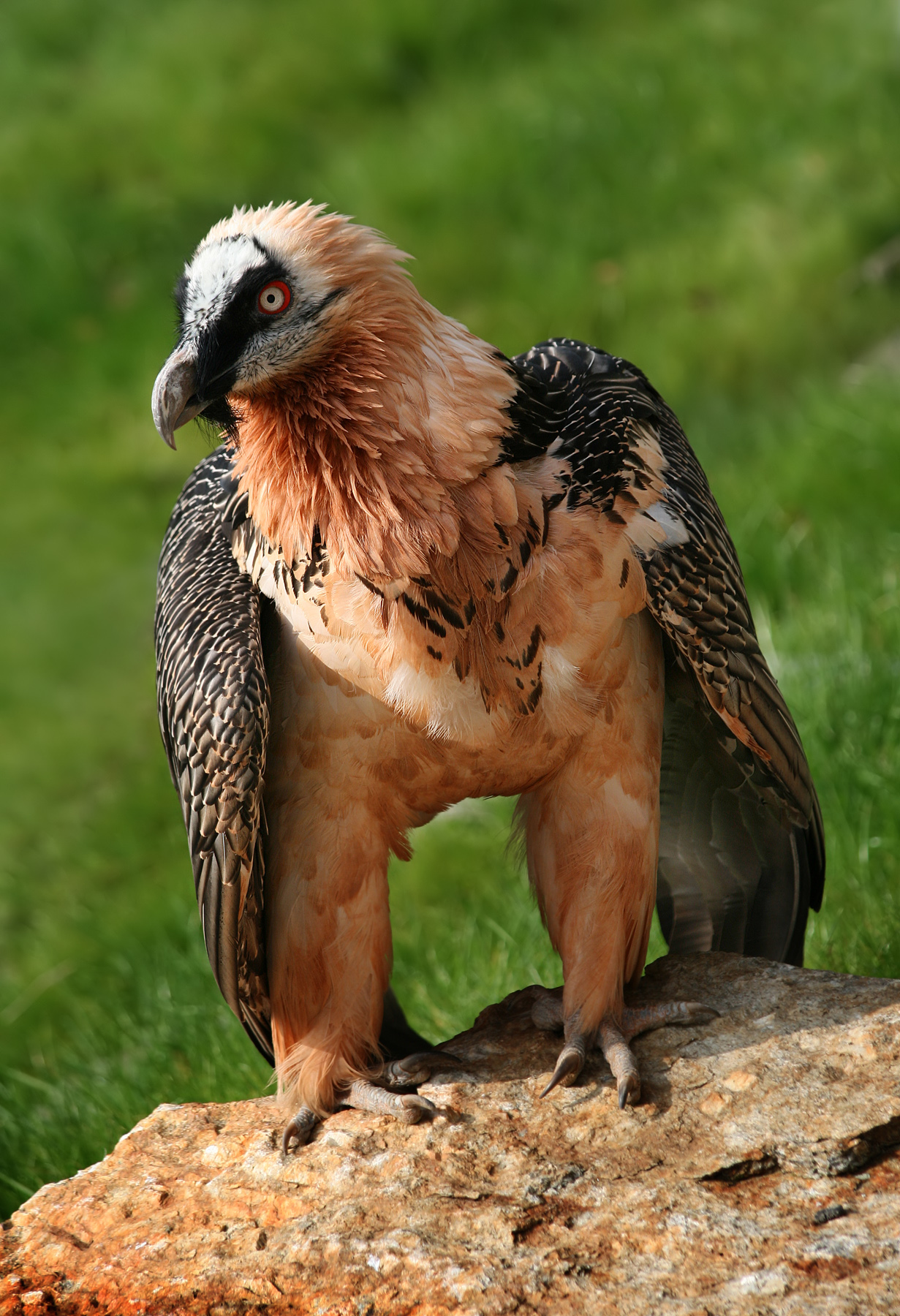
Gypaète barbu (quasi menacé)
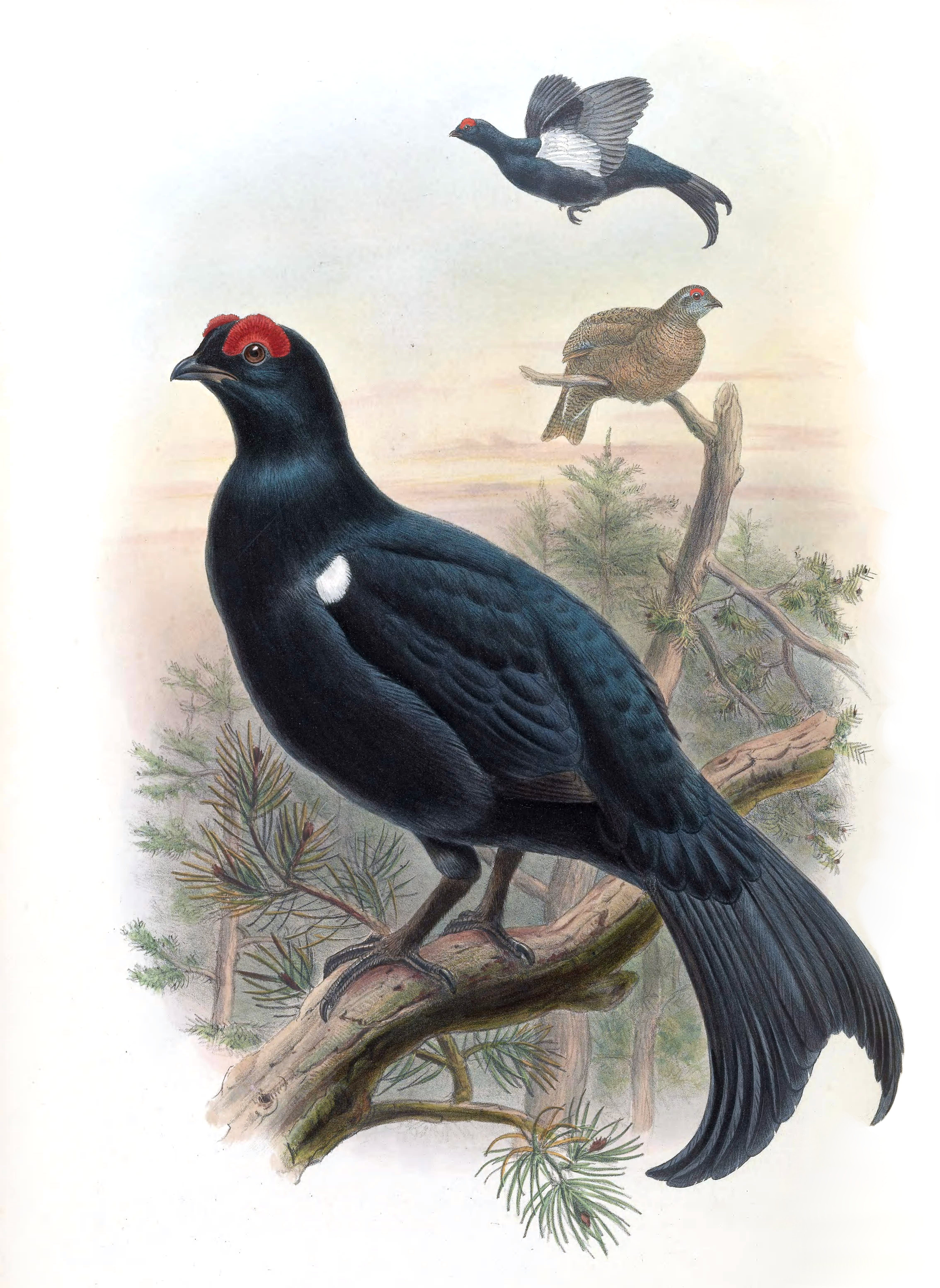
Le rarissime tétras du Caucase

L'intégralité du parc national d'Alanie a été désigné comme « zone de biodiversité importante pour les oiseaux » (IBA) de BirdLife International, citant la présence d'espèces vulnérables telles que les très menacés Gypaète Barbu et Tétras du Caucase. 116 espèces d'oiseaux sont recensés dans le parc, dont 42 espèces nichent sur place.
Les seuls poissons que l'on trouve dans les cours d'eau d'Alanie sont les truites. Des cinq reptiles du parc, le plus notable et le plus vulnérable est la vipère de steppe. Les champignons comprennent le Rubroboletus satanas (« Bolet de Satan »).

## Histoire

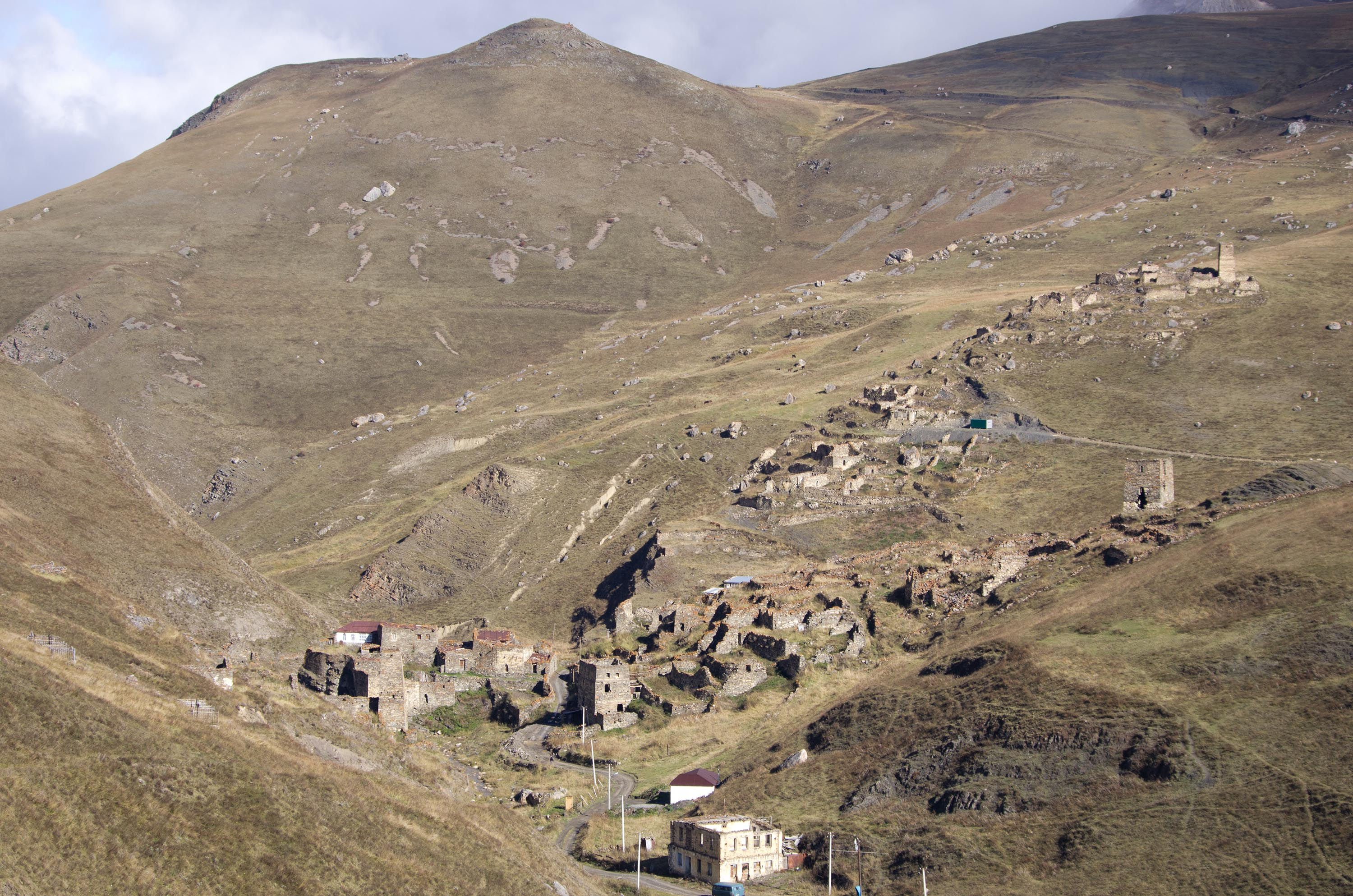
Ruines archéologiques, Village de Galiat, nord-est de la frontière du parc.

Le domaine du parc d'Alanie a été habité depuis des milliers d'années. Parce qu'il dispose d'un terreau fertile sur une importante route commerciale à travers le Caucase, il a été habité tour à tour par de nombreux peuples qui ont laissé des vestiges de leur présence. La culture de Koban de l'Age de Bronze, a occupé la région d'environ 1100 av. J.-C. jusque vers 400 av. J.-C., ou ils ont été sans doute été évincés par les Scythes. Les Koban avaient établi des ateliers de métallurgie, en tirant parti des ressources minérales de la zone montagneuse. Les Koban ont également développé l'agriculture en terrasses, début d'une tradition d'érosion des sols dans la zone qui a finalement laissé des traces sur les terres en terrasses devenues infertiles.
Dans les premières années du premier millénaire, la région fut colonisée par le peuple des Alains. Les Alains, tribu nomade guerrière qui parlait la langue iranienne, avaient été nomades pendant longtemps à travers l'Europe, avant de finalement s'installer dans le Nord du Caucase autour des années 700 de notre ère. Ils ont construit ici un royaume puissant. Quand ils furent militairement vaincus par les Mongols en 1300, ils se retirèrent dans les collines, en restant relativement isolés pendant 500 ans. Ces Alains étaient les ancêtres médiévaux des Ossètes actuels. Actuellement, les gens des régions de l'ouest de l'Ossétie du Nord (historiquement connue comme Digorie) parlent parfois le Digor ; ils ont été l'un des derniers groupes rattachés officiellement à l'Ossétie.
La zone montagneuse du district de l'Irafsky a connu un déclin de sa population et des migrations au cours des 200 dernières années. Comme le parc lui-même, l'unité administrative a été précédée par une réserve de protection forestière établie en 1958. Le Parc national a été créé en 1998. Aujourd'hui, le parc est protégé par le Ministère de la Protection des forêts, et surveillé à temps plein par des patrouilles en voiture, à cheval et à pied qui font respecter les lois environnementales.

## Tourisme
Pour tous types de visiteurs, des permis sont délivrés dans la ville de Chikola, avec des indemnités pour les voitures et les animaux de compagnie. Les permis doivent être obtenus à partir de l'un des bureaux frontaliers (voir le site du parc pour plus de détails) ; de 1 à 30 jours de temps de traitement peut cependant être nécessaire.
Le transport vers le parc se fait généralement en train ou en avion jusqu'à Vladikavkaz, puis en bus ou en taxi à Chikola. Il y a des auberges à Dzinaga et Rostelmash, et un hôtel dans le parc. Il y a aussi des hébergements au camp d'escalade « Coma-Art ».
Le parc est bien connu pour l'escalade en montagne. Les deux plus hauts sommets sont Uilpata (4649 m) et Laboda (4313 m).

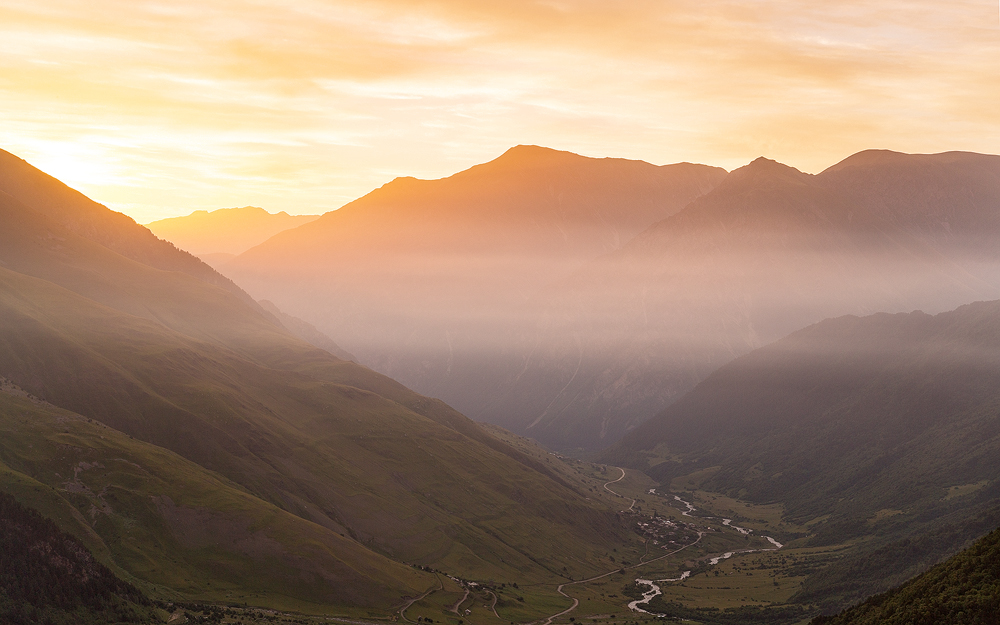
Village de Stur-Digora, vallée de la haute rivière Urukh.